# 喬丹·辛森
喬丹·丹妮兒·辛森（英語：Jordan Danielle Hinson；1991年6月4日—），為美國女演員，她知名的作品包括跨幻影集《未來迷城》。

## 生平
喬丹出生於美國德州艾爾帕索城市，她從六歲是開始參與舞台劇，搬到加州洛杉磯後，喬丹參與多部電視劇以及電視廣告。
喬丹的首部電視電影作品為2005年的，迪士尼頻道原創電影《溜冰甜心》。她在拍攝電影時接受溜冰訓練，並且接受前奧林匹可花式溜冰得主以及編舞家 Sarah Kawahara 的指導。她也參與另一部直接發行DVD的電影《玻璃屋2》。

## 外部連結
- 喬丹·辛森在互联网电影资料库（IMDb）上的資料（英文）
- 喬丹·辛森的X（前Twitter）
- 喬丹·辛森的Instagram帳戶